# Candoia bibroni
Candoia bibroni är en ormart som beskrevs av Duméril och Bibron 1844. Candoia bibroni ingår i släktet Candoia och familjen boaormar (Boidae). IUCN kategoriserar arten globalt som livskraftig.
Arten förekommer i Oceanien. Den lever i låglandet och i bergstrakter upp till 1100 meter över havet. Habitatet utgörs av den tätare växtligheten som skogar och buskskogar. Individerna klättrar i träd och buskar.

## Underarter
Arten delas in i följande underarter:
- C. b. bibroni
- C. b. australis